# 枫香镇
枫香镇，是中华人民共和国贵州省遵义市播州区下辖的一个镇。

## 行政区划
枫香镇下辖以下地区：
枫胜居社区、青坑村、枫元村、张村、花茂村、土坝村、苟坝村、纸房村、龙王村和保海村。